# Santi Cosma e Damiano (település)
Santi Cosma e Damiano település Olaszországban, Lazio régióban, Latina megyében. Lakosainak száma 6885 fő (2023. január 1.). Santi Cosma e Damiano Castelforte, Minturno, Coreno Ausonio és Sessa Aurunca községekkel határos.

## Népesség
A település lakossága az elmúlt években az alábbi módon változott:
| Lakosok száma | 6955 | 6972 | 6885 |
|               | 2017 | 2018 | 2023 |